# ДМТ
ДМТ е един от най-силните природни халюциногени, индолов алкалоид от групата на триптамините.Съдържа се в много растения, в организмите на животни, но също и в човека (много малки количества), където ролята му не е точно установена. Създава се от човешкото тяло чрез метаболизма. Химическата му структура е близка до серотонина, а той от своя страна е един от основните нервни медиатори у човека и животните.
Химична формула: C12H16N2

## Кратки данни
Абревиатурата е съкращение от N,N-диметилтриптамин. Пълното му име по IUPAC е 2-(1H-indol-3-yl)-N,N-dimethylethanamine.
Чистото вещество изглежда като безцветни прозрачни кристали, но често е оцветен (жълто, жълто-зелено, ...) поради примеси.
ДМТ се среща естествено и в много ниски дози в мозъка на човек и много бозайници. Среща се също в кръвта и остава дори в урината. Нормалната му концентрация се възстановява почти моментално след или дори по време на трип. Разпространен е сред много растителни видове, но едва няколко го притежават в количество достатъчно да предизвика ефект при директно пушене.
Въпреки разпространението си е сравнително малко известен, но влиза в Schedule 1 за забранени наркотични субстанции, заедно с ЛСД, Екстази, Хероин и др.
От химическа гледна точка е достатъчно устойчив на температура, за да бъде пушен или инхалиран от фолио.
Няма свидетелство за разновидности на кристалната структура (полиморфизъм).
Публикувани са различни температури на топене и кипене, вариращи от 44 до 68 °C. Температурата на кипене при атмосферно налягане е 60 до 80 °C, счита се за грешна.
Относителната плътност е около 1,1 г/мл..

## Ефекти
Ефектите на ДМТ са сходни с тези на ЛСД, но по-силни. Продължителността им варира в зависимост от дозата и начина на приемане – чрез пушене или инжектиране. При пушене или инжектиране ефектите започват почти мигновено, достигат рязко най-високата си точка за около 7 – 13 минути и отминават напълно в рамките на максимум един час след приемането на дозата.
Ефекти при пушене на ДМТ:
Първоначалните ефекти започват почти веднага.
През първите 20 секунди при поглъщане на дима, обикновено се усеща дразнене в дробовете.
20 – 30 секунди: Жужене в ушите и слаби слухови халюцинации; Покачване на кръвното налягане; Намалено периферно зрение; начало на слаби зрителни халюцинации; чувство за намиране дълбоко под вода.
30 секунди – 1 минута: Навлизане в ДМТ хипер-пространство; Често на този етап хората мислят, че сърцата им са спрели, което от своя страна може да предизвика панически страх, параноя; Поява на палитри от цветове, странни цветни форми;
1 – 2-5 минути: ДМТ пространство; Загуба на усещане за различни части от тялото, до след време цялото тяло; Силни визуални и слухови псевдохалюцинации (т.е. човек все още осъзнава, че те са следствие от взетото вещество); пълна загуба на представа за време и пространство; изкривяване на време и пространство;
Характерни са изригващи разноцветни форми и модели, моделирани от източници на светлина, които обаче се виждат най-често със затворени очи; халюцинации на съществуващи или не познати живи фигури (примерно индианци, джуджета, животни, дървета...). Понякога тези първоначални стадии могат да бъдат черно-бели, но в повечето случаи са ярки и цветни. Макар и по-рядко, наблюдават се цветни изкривявания, т.е. смяна на цветовете на предметите (например стволът на едно дърво може да изглежда зелен, а короната му кафява), оцветяване на предметите с определена гама цветове или единствен цвят.
Халюцинациите най-често са свързани с космическото пространство, планети, извънземни, чужди и непознати светове и същества, цивилизации от неизследвани части на космоса. Възможно е възприемането на извънземни езици и послания, но преживявания в открития космос като цяло. В подобен стадий няма усещане или спомен за трип или взимане на някакво вещество, породило състоянието. Това, което пътешественикът вижда и усеща е неговият свят.
При по-силни дози е характерно т.нар. преживяване в „Празното пространство“ (The Void). Обикновено тогава човек се оказва сам, често на тъмно място (или просто липса на понятие за светлина), с оставена представа за това кой е, как се казва и т.н. Изчезват реалните представи за света и правила в него. Може би почти никой не е обяснил с думи какво представлява това преживяване.
При големи дози приети венозно се забелязват халюцинации необясними с думи, до степен по-голяма от разширение до достигане размер на цяла вселена, огромен космически екстаз. Част от тези преживявания се свързват силно с така наричани „духовни преживявания“, силно променящи представата на човек за света, дори и след трипа. Описват се като достигане на нещо по-дълбоко, разбиране на истинската същност на вселената, красота и усещане за хармония и цялост с нея.
ДМТ трипът често се описва като изригване, буен вихър. Силни и преливащи цветни картини, детайли, емоции с много висока амплитуда, еуфория, екстаз, страх, дълбока всеобвземаща параноя, усещане за смърт.
5 – 12-15 минути: Силните визуални халюцинации започват да отминават. Все още ясно се различават цветни палитри при затворени очи, но при отворени – реалността се е върнала.
15 – 30 минути: Резкият „взрив“ от цветове и образи изчезва напълно.
30 – 60 минути: Всичко плавно отминава напълно.
Тялото на всеки човек, животно и много растения синтезира ДМТ. Процесът се осъществява в епифизната жлеза и от това се смята че се определя качеството на дадената човешка реалност. Т.е. малко ДМТ - скучно и сиво, много ДМТ - цветно наподобяващо халюциногенен трип. Смята се че след като умре човек епифизната жлеза отделя огромно количество ДМТ което е като 'награда за изживяването на живот в този свят'.

## Синтез
Една от първите синтези на ДМТ е направена още през 60-те години на 20 век. Включва индол, литиево алуминиев хидрид, оксалил хлорид, диметил амин, подходящи разтворители и добра апаратура за изпарение и кристализация. Принципът е оксалил хлоридът да се присъедини заместително на 3-то място в пръстенната система на индола, да последва редукция до 3-(етил хлорид) производно и заместително аминиране с диметил амина до ДМТ. Диметил триптаминът кристализира изключително трудно от разтвор, нужна е висока чистота.

## Срещане
ДМТ е под формата на кристали, цигари (често неактивни или листа от растение съдържащо ДМТ, с разпрашени кристали измежду тях), разтвор.
Растителни видове съдържащи ДМТ
Acacia longifolia (Sydney golden wattle)
Acacia phlebophylla (Buffalo sallow wattle)
Anadenanthera colubrina (Yopo, Cohoba)
Anadenanthera peregrina
Diplopterys cabrerana (Banisteriopsis rusbyana, Chaliponga)
Mimosa hostilis (Jurema)
Psychotria viridis (Chacruna)
Virola calophylla
Различни автори посочват концентрации различаващи се в пъти за повечето от тези растения (зависещи примерно от място на растеж и условия), но като цяло само D. cabrerana и P. viridis имат достатъчна концентрация в изсушените листа, за постигане на директен ефект.
Амазонски индианци използват изсушени птичи кости за смъркане на прах от D. cabrerana.
Като моноамин ДМТ се разгражда бързо и лесно в организма (особено приет през устата (практически неактивен)) от ензимът моноаминоксидаза. МАОИ (Моноаминоксидаза инхибитори) са вещества, блокиращи действието на ензима и удължаващи значително продължителността и донякъде силата на ефекта. Така продължителността е обикновено няколко часа.
Аяуаска (Ayahuaska, Yage) е известно питие (източник Амазония) приготвяно едновременно от едно или няколко ДМТ съдържащи растения (често Chaliponga) и МАОИ съдържащи (Banisteriopsis caapi). Наричано е нектарът на боговете. Има силни халюциногенни свойства, но пътешествието с него е значително по-меко отколкото чисто ДМТ, главно поради по-ниска концентрация. „Духовните преживявания“ са също характерни за аяуаска.
Джон Антъни Уест – известният египтолог, твърди, че диметилтриптаминът се синтезира от епифизата, която е използвана като важен детайл от модела на храма в Карнак.